# Lamberto Cesari
Lamberto Cesari (* 23. September 1910 in Bologna; † 12. März 1990 in Ann Arbor) war ein italienisch-US-amerikanischer Mathematiker, der sich mit Analysis und speziell Differentialgleichungen, Funktionalanalysis und Variationsrechnung befasste.

## Leben und Werk
Cesari studierte an der Scuola Normale Superiore in Pisa mit dem Laurea-Abschluss 1933 bei Leonida Tonelli (Sulle condizioni sufficienti per le successioni di Fourier). Danach war er an der Ludwig-Maximilians-Universität München bei Constantin Caratheodory, 1935 wieder für ein Jahr in Pisa und dann in Rom am Istituto Nazionale per le Applicazioni del Calcolo bei Mauro Picone. 1938 wurde er Assistenzprofessor (Professore incaricato) an der Universität Pisa.
Ab 1942 war er Professor an der Universität Bologna, wo er 1947 nach einem in Italien üblichen Wettbewerb den Lehrstuhl für mathematische Physik erhielt. 1948 ging er in die USA als Gastprofessor an das Institute for Advanced Study. Er war an der Purdue University, 1949 an der University of California, Berkeley, und 1950 an der University of Wisconsin–Madison. 1960 wurde er Professor für mathematische Analysis an der University of Michigan in Ann Arbor wurde. Ab 1976 war er R. L. Wilder Distinguished Professor. 1980 ging er dort in den Ruhestand.
Er befasste sich unter anderem mit Flächeninhalten und Minimalflächen (z. B. Plateau-Problem), optimaler Kontrolltheorie, periodischen Lösungen nichtlinearer gewöhnlicher Differentialgleichungssysteme mit den Methoden der nichtlinearen Funktionalanalysis und mit Maßtheorie. 1936 verallgemeinerte er Funktionen beschränkter Variation auf mehrere Dimensionen. Mit den später BVC Funktionen genannten Lebesgue-integrablen Funktionen beschränkter Variation bewies er 1937 unter anderem, dass das verallgemeinerte Flächenintegral von {\displaystyle z=f(x,y)} (wobei f Unstetigkeiten haben kann) genau dann endlich ist, falls {\displaystyle f(x,y)} eine BVC Funktion ist (was einen Satz von Tonelli für den Fall stetiger Funktionen verallgemeinerte) und er bewies, dass die doppelte Fourierreihe einer BVC Funktion {\displaystyle z=f(x,y)} fast überall gegen f konvergiert. Ebenfalls 1937 veröffentlichte er eine einflussreiche Arbeit über iterative Lösungsmethoden von Differentialgleichungssystemen. Anfang der 1940er Jahre gab er notwendige und hinreichende Bedingungen für die Endlichkeit des Lebesgue-Flächeninhalts einer durch eine Parametergleichung gegebenen Fläche.
Er veröffentlichte über 250 wissenschaftliche Arbeiten und drei Monographien.
An der University of Michigan ist ein Lehrstuhl nach ihm benannt. Zu seinen Doktoranden gehört Jack K. Hale.
Cesari war Invited Speaker auf dem Internationalen Mathematikerkongress 1960 in Cambridge (Applications of area theory in analysis, mit Tibor Radó) und 1954 auf dem in Amsterdam (Retraction, Homotopy, Integral).
Er war Mitglied der Accademia dei Lincei und der Akademien der Wissenschaft in Bologna, Modena und Mailand. 1976 wurde er Ehrendoktor der Universität Perugia.
Er wurde 1976 US-Staatsbürger. Er war mit der Deutschen Isotta Hornauer verheiratet, die er aus seiner Studienzeit in München kannte. Sie arbeitete als Übersetzerin mathematischer Werke und veröffentlichte mit Lamberto Cesari über Mathematikgeschichte (Mathematics in the Mediterranean: Today’s view, Universität Perugia 1990, anlässlich der Ehrendoktorwürde in Perugia für Cesari).

## Schriften
- Surface Area, Annals of Mathematical Studies 35, Princeton University Press 1956
- Asymptotic behavior and stability problems for ordinary differential equations, Ergebnisse der Mathematik und ihrer Grenzgebiete, Springer Verlag, 1959, 1962, 1971
- Optimization-Theory and Applications. Problems with ordinary differential equations, Applications of Mathematics 17, Springer Verlag 1983
- Sulle funzioni a variazione limitata, Annali della Scuola Normale Superiore, Serie II, Band 5 1936, S. 299–313.
- Sulla risoluzione dei sistemi di equazioni lineari per approssimazioni successive, Atti Accad. Naz. Lincei, Phys.-Math. Klasse, 1937, S. 422–428.